# Asynarchus circopa
Asynarchus circopa är en nattsländeart som först beskrevs av Ross och Merkley 1952.  Asynarchus circopa ingår i släktet Asynarchus och familjen husmasknattsländor. Inga underarter finns listade i Catalogue of Life.